# Sainte-Marie-Lapanouze
 Sainte-Marie-Lapanouze  (en occitano Senta Maria la Panosa) es una comuna y población de Francia situada en la región de Lemosín, departamento de Corrèze, en el distrito de Ussel y cantón de Neuvic.
Su población en el censo de 2008 era de 59 habitantes.
Está integrada en la Communauté de communes des Gorges de la haute Dordogne .

## Demografía
| 82 | 88 | 71 | 66 | 53 | 43 | 59 |
| Para los censos de 1962 a 1999 la población legal corresponde a la población sin duplicidades (Fuente: INSEE [Consultar]) |    |    |    |    |    |    |